# Alrik Danielson
Jonas Alrik Danielson, född 3 april 1962 i Mölndals församling, är en svensk företagsledare. Den 1 januari 2015 till den 1 juni 2021 var han vd och koncernchef för SKF.
Alrik Danielson är civilekonom och utbildad vid Handelshögskolan i Göteborg. Han anställdes vid SKF i Göteborg 1987 som biträdande controller. Innan han lämnade SKF år 2005 hade han ett antal ledande befattningar i Sverige, Venezuela, Portugal, Spanien, Tjeckien och Brasilien.
Under perioden 1996–99 var han chef för industridivisionen i Spanien och Portugal. Därefter var han chef för SKF do Brasil fram till 2003. För SKF:s Industrial Division var han chef 2003–05 och kom då med i SKF:s koncernledning.
Under nio år – från 2005 till 2014 – var Alrik Danielson verkställande direktör och koncernchef för Höganäs AB. Från den 1 januari 2015 till den 1 juni 2021 hade han motsvarande poster i SKF.
Alrik Danielson är bosatt i Göteborg.

## Webbkällor
- "Vaktombyte på Wallenbergs industrijätte", artikel av Katarina Hugo, Svenska Dagbladet den 22 augusti 2014. Läst 22 augusti 2014.
- "SKF utser Alrik Danielson till ny VD och koncernchef från den 1 januari 2015. Efterträder Tom Johnstone." SKF:s officiella hemsida, 21 augusti 2014. Läst 22 augusti 2014.
- "SKF snor Höganäs vd", artikel i Privata Affärer.se den 21 augusti 2014. Läst 22 augusti 2014.